# Paary
Paary – wieś w Polsce położona w województwie lubelskim, w powiecie tomaszowskim, w gminie Susiec. Kilka gospodarstw wsi leży w woj. podkarpackim.
Wieś jest sołectwem w gminie Susiec. Według Narodowego Spisu Powszechnego z roku 2011 wieś liczyła 550 mieszkańców.
| SIMC    | Nazwa   | Rodzaj    |
| ------- | ------- | --------- |
| 0900399 | Kocudza | część wsi |

W latach 1954–1959 wieś była siedzibą władz gromady Paary, po jej zniesieniu w gromadzie Skwarki.
W latach 1975–1998 miejscowość administracyjnie należała do województwa zamojskiego.
W 1791 roku zarząd Ordynacji Zamoyskiej założył tutaj hutę szkła, istniejącą do 1860 roku. Około 1876 roku powstał budynek straży granicznej. Według spisu z 1921 roku wieś liczyła 952 mieszkańców, w tym 51 Ukraińców i 13 Żydów.

## Historia pomnika w Paarach

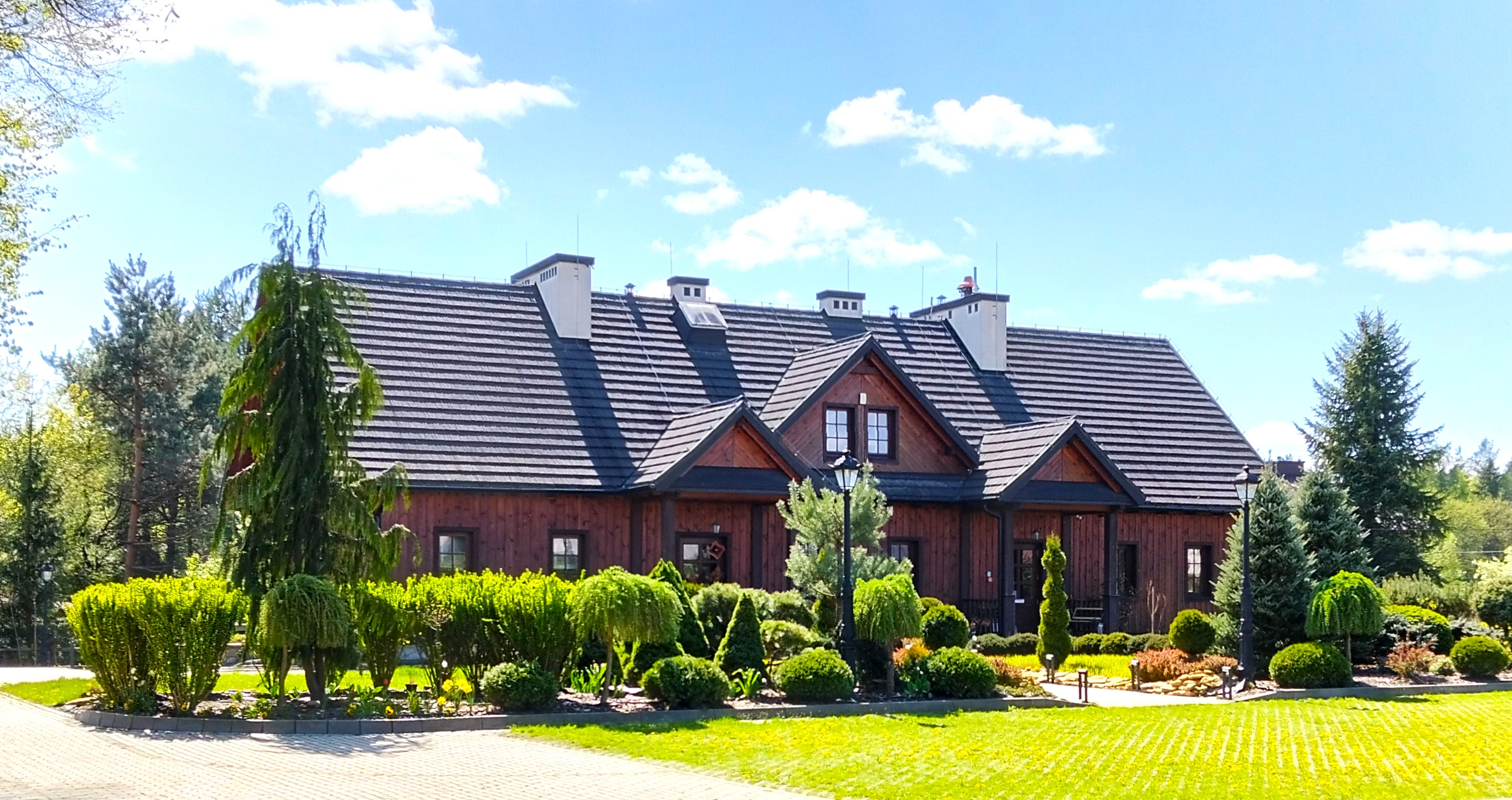
Ośrodek wypoczynkowy "Strażnica carska"

W dniu 18 września 1939 roku w miejscowości Paary doszło do zbrojnego starcia pomiędzy wojskami niemieckimi a przebijającymi się w kierunku południowym oddziałami armii „Lublin” i „Kraków”. W bitwie tej poległo 60 żołnierzy i dwóch oficerów. Po przejściu frontu miejscowa ludność pochowała tych żołnierzy w miejscu gdzie dziś znajduje się Pomnik. Obok żołnierzy pochowano 15 osób cywilnych, które zginęły w czasie pacyfikacji wsi, w dniu 24 czerwca 1943 roku. Pochowano tu również czterech partyzantów, którzy w walce z wrogiem polegli w okolicznych lasach, w tym jeden narodowości francuskiej.
W 1955 roku ówczesne władze cmentarz zlikwidowały. Rodziny pomordowanych cywilów przeniosły prochy swoich bliskich na cmentarz parafialny w Suścu. Prochy poległych żołnierzy ekshumowano i przewieziono na Rotundę w Zamościu. Staraniem miejscowych kombatantów został zbudowany pomnik, którego odsłonięcie odbyło się w dniu 24 czerwca 1973 roku w trzydziestą rocznicę mordu. Społeczny patronat nad tym miejscem sprawuje młodzież ze Szkoły Podstawowej w Paarach.

## Kościoły i związki wyznaniowe
Wierni kościoła rzymskokatolickiego należą do parafii Chrystusa Króla w Hucie Różanieckiej. We wsi jest kościół filialny św. Apostołów Piotra i Pawła.
Inne:
- Świecki Ruch Misyjny „Epifania” - zbór w Paarach